# Utracona (powieść Willi Cather)
Utracona (ang. A Lost Lady) – powieść autorstwa Willi Cather z 1923. Jej polskie wydanie ukazało się w roku 1976 nakładem wydawnictwa Książka i Wiedza, w tłumaczeniu Ariadny Demkowskiej-Bohdziewicz jako 9450 pozycja wydawnictwa.

## Fabuła i treść
Główną bohaterka napisanej skromnymi środkami wyrazu powieści jest Marianna Forrester symbolizująca schyłek heroicznej ekspansji cywilizacyjnej amerykanów u końca okresu pionierskiego. Przemija czar dawnej epoki, rozpadają się normy moralne. Przemija bezpowrotnie wielkość czasów i ludzi. Elizabeth Shepley Sergeant określiła główna bohaterkę jako heroinę, "która nie zachowuje dobrych obyczajów, ale lgnie do udogodnień, a czasem zaskakuje nas szlachetnością”. Jest ona kimś nieosiągalnym, niezupełnie postacią, raczej ideą albo symbolem, w pewnym, symbolicznym sensie kobietą-epoką. Powieść podzielona jest dwie części, w których kluczową rolę odgrywają dwaj mężczyźni, najpierw Frank Ellinger (symbolizujący upadek moralny), a potem zjadliwy Ivy Peters (symbolizujący z kolei upadek finansowy).
W utworze przebija się doświadczenie I wojny światowej oraz głębokie rozczarowanie nowoczesnością.
Krytycy szukali pierwowzorów Marianny Forrester u pisarzy francuskich, ale Stephanie Durrans, autorka studium porównawczego The influence of French culture on Willa Cather, wskazała, że nie można bezpośrednio wiązać amerykańskiej upadłej damy z żadną wcześniejszą bohaterką literatury francuskiej.